# 箕輪町 (横浜市)
箕輪町（みのわちょう）は、神奈川県横浜市港北区の町名。現行行政地名は箕輪町一丁目から箕輪町三丁目。住居表示実施済区域。

## 地理
港北区の北東部に位置し、北東と東に日吉、南に綱島東、西と北西に日吉本町と接している。

### 面積
面積は以下の通りである。
| 丁目         | 面積（km²） |
| ------------ | ----------- |
| 箕輪町一丁目 | 0.167       |
| 箕輪町二丁目 | 0.282       |
| 箕輪町三丁目 | 0.233       |
| 計           | 0.682       |

### 地価
住宅地の地価は、2025年（令和7年）1月1日の公示地価によると、箕輪町三丁目23-11の地点で35万1000円/m²となっている。

## 歴史

### 沿革
かつてはこの場所は、橘樹郡箕輪村であった。
- 1872年（明治5年）10月10日 - 大区小区制に伴い、南綱島村・北綱島村・樽村・大曽根村・太尾村とともに神奈川県第3大区7小区となる。
- 1878年（明治11年）7月22日 - 郡区町村編制法に伴い、自治体としての村が復活。神奈川県橘樹郡箕輪村となる。
- 1889年（明治22年）4月1日 - 箕輪村が矢上村・駒林村・駒ケ橋村・南加瀬村・小倉村・鹿島田村の各村と合併して日吉村となり、橘樹郡日吉村大字箕輪となる。
- 1937年（昭和12年）4月1日 - 日吉村の西部が横浜市に編入し、横浜市神奈川区箕輪町となる（小字は存置）[7]。
- 1939年（昭和14年）4月1日 - 港北区の新設により、横浜市港北区箕輪町となる[8]。
- 1949年（昭和24年）3月1日 - 耕地整理に伴い、箕輪町の一部を綱島町へ編入、北綱島町の一部を箕輪町に編入、日吉本町との境界を変更[9]。
- 1952年（昭和27年）7月5日 - 耕地整理に伴い、日吉町との境界を変更[9]。
- 1969年（昭和44年）10月1日 - 行政区の再編成に伴い、港北区を再配置。横浜市港北区箕輪町となる[10]。
- 1977年（昭和52年）8月1日 - 住居表示の実施に伴い、箕輪町の一部を日吉四丁目へ編入、日吉町の一部を箕輪町に編入[11]。
- 1985年（昭和60年）2月17日 - 日吉五丁目との境界を変更[11]。
- 1987年（昭和62年）7月20日 - 住居表示の実施に伴い、箕輪町の一部を日吉本町三丁目、日吉本町四丁目へ編入、日吉本町の一部を箕輪町に編入[12]。
- 1988年（昭和63年）7月25日 - 住居表示の実施に伴い、箕輪町の一部を日吉本町一丁目、日吉本町四丁目へ編入、日吉本町の一部を箕輪町に編入[12]。
- 1989年（平成元年）10月20日 - 住居表示の実施に伴い、箕輪町を廃止し、箕輪町一丁目、箕輪町二丁目、箕輪町三丁目を新設[13]。
- 1994年（平成6年）11月6日 - 行政区の再編成に伴い、港北区を再配置。横浜市港北区箕輪町一丁目〜三丁目となる[14]。

## 世帯数と人口
2025年（令和7年）6月30日現在（横浜市発表）の世帯数と人口は以下の通りである。
| 丁目         | 世帯数    | 人口     |
| ------------ | --------- | -------- |
| 箕輪町一丁目 | 1,286世帯 | 2,139人  |
| 箕輪町二丁目 | 4,107世帯 | 9,916人  |
| 箕輪町三丁目 | 1,464世帯 | 2,752人  |
| 計           | 6,857世帯 | 14,807人 |

### 人口の変遷
国勢調査による人口の推移。
| 年                 | 人口   |
| ------------------ | ------ |
| 1995年（平成7年）  | 8,908  |
| 2000年（平成12年） | 9,634  |
| 2005年（平成17年） | 10,212 |
| 2010年（平成22年） | 10,349 |
| 2015年（平成27年） | 9,899  |
| 2020年（令和2年）  | 11,980 |

### 世帯数の変遷
国勢調査による世帯数の推移。
| 年                 | 世帯数 |
| ------------------ | ------ |
| 1995年（平成7年）  | 4,327  |
| 2000年（平成12年） | 4,732  |
| 2005年（平成17年） | 5,198  |
| 2010年（平成22年） | 5,448  |
| 2015年（平成27年） | 4,644  |
| 2020年（令和2年）  | 5,782  |

## 学区
市立小・中学校に通う場合、学区は以下の通りとなる（2024年11月時点）。
| 丁目         | 番・番地等        | 小学校               | 中学校               |
| ------------ | ----------------- | -------------------- | -------------------- |
| 箕輪町一丁目 | 1〜29番           | 横浜市立日吉台小学校 | 横浜市立日吉台中学校 |
| 箕輪町一丁目 | 30〜33番          | 横浜市立箕輪小学校   | 横浜市立日吉台中学校 |
| 箕輪町二丁目 | 1番 5〜20番       | 横浜市立箕輪小学校   | 横浜市立日吉台中学校 |
| 箕輪町二丁目 | 3番、4番          | 横浜市立日吉南小学校 | 横浜市立日吉台中学校 |
| 箕輪町二丁目 | 2番               | 横浜市立日吉台小学校 | 横浜市立日吉台中学校 |
| 箕輪町三丁目 | 1〜13番 17番      | 横浜市立日吉台小学校 | 横浜市立日吉台中学校 |
| 箕輪町三丁目 | 14〜16番 18〜27番 | 横浜市立日吉南小学校 | 横浜市立日吉台中学校 |

### 事業所
2021年（令和3年）現在の経済センサス調査による事業所数と従業員数は以下の通りである。
| 丁目         | 事業所数  | 従業員数 |
| ------------ | --------- | -------- |
| 箕輪町一丁目 | 44事業所  | 706人    |
| 箕輪町二丁目 | 126事業所 | 1,910人  |
| 箕輪町三丁目 | 44事業所  | 239人    |
| 計           | 214事業所 | 2,855人  |

### 事業者数の変遷
経済センサスによる事業所数の推移。
| 年                 | 事業者数 |
| ------------------ | -------- |
| 2016年（平成28年） | 193      |
| 2021年（令和3年）  | 214      |

### 従業員数の変遷
経済センサスによる従業員数の推移。
| 年                 | 従業員数 |
| ------------------ | -------- |
| 2016年（平成28年） | 3,444    |
| 2021年（令和3年）  | 2,855    |

## 施設
- 日本大学高等学校・中学校
- 横浜市立箕輪小学校
- 東京綜合写真専門学校
- 大聖院
- 諏訪神社
- 株式会社コーエーテクモホールディングス本社

## その他

### 日本郵便
- 郵便番号 : 223-0051[3]（集配局：綱島郵便局[24]）

### 警察
町内の警察の管轄区域は以下の通りである。
| 丁目         | 番・番地等 | 警察署     | 交番・駐在所 |
| ------------ | ---------- | ---------- | ------------ |
| 箕輪町一丁目 | 全域       | 港北警察署 | 日吉東交番   |
| 箕輪町二丁目 | 全域       | 港北警察署 | 日吉東交番   |
| 箕輪町三丁目 | 全域       | 港北警察署 | 日吉駅前交番 |

## 関連文献
- 「箕輪村」『新編武蔵風土記稿』 巻ノ66橘樹郡ノ9、内務省地理局、1884年6月。NDLJP:763984/63。